# Karl Zell

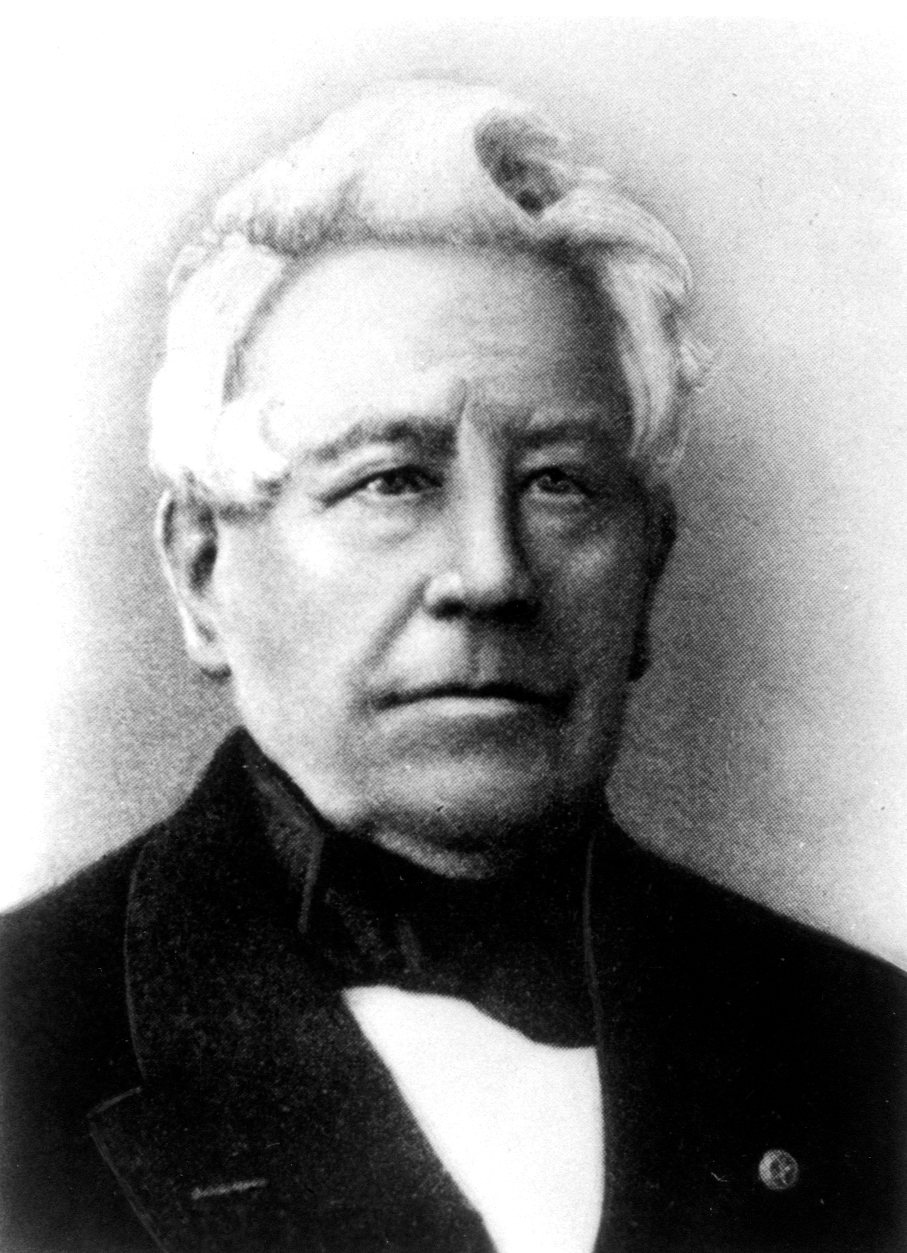
Karl Zell

Karl Zell (8 de abril de 1793 – 24 de janeiro de 1873) foi um estadista, filólogo e defensor dos direitos da Igreja Católica alemão.

## Carreira política
Frequentou o ensino médio em sua cidade natal, Mannheim, e estudou filologia nas universidades de Heidelberg, Göttingen e Breslau (1810-1814). Em 1814 tornou-se professor no Liceu de Rastatt, em 1821 professor de filologia clássica na Universidade de Freiburg, onde logo ganhou destaque por seu trabalho como professor e autor. Como representante da universidade na Câmara Alta da Dieta de Baden durante os anos 1831-1835, ele defendeu uma reforma profunda do sistema de ensino médio de Baden e o estabelecimento de um conselho especial para a supervisão e incentivo dos estudos superiores. A Dieta levou a sério sua sugestão e colocou Zell no conselho para levar a sugestão até o fim. Em 1848 Zell foi eleito para a Câmara Baixa da Dieta de Baden, onde foi deputado até 1855.
Através dos seus discursos e escritos e sem aliados, Zell defendeu os direitos da Igreja. A fama que ganhou com esta cruzada ultrapassou as fronteiras de Baden e levou à sua eleição como presidente dos congressos da Alemanha Católica realizados em Munster em 1852 e em Viena em 1853.

## Aposentadoria
Em 1855 Zell aposentou-se do serviço estatal e em 1857 estabeleceu-se em Freiburg. Nas batalhas político-eclesiásticas em que o Arcebispo Hermann Bikari se envolveu com o Governo de Baden por sua adesão ativa à política Kulturkampf, Zell foi o conselheiro constante e assistente ativo do Arcebispo. Como orador em assembleias, em panfletos e artigos para periódicos e jornais, como o "Freiburger Kirchenblatt" e o "Historisch-Politische Blatter", defendeu constantemente os direitos da Igreja, das escolas cristãs, das ordens religiosas, e argumentou contra as críticas de a Igreja. Um memorial permanente de seu trabalho para a cabeça da Igreja é a Associação de São Miguel para a Arquidiocese de Freiburg, que ele fundou, a fim de organizar as doações dos fiéis ao Papa ( Obolo de São Pedro); a sociedade ainda floresce na arquidiocese.

## Escritos
Como autor escreveu sobre uma grande variedade de assuntos, dedicando-se especialmente a Aristóteles, Calderón, Shakespeare, e à história de Baden. Obras ainda valiosas são:
- "Fereinschriften" (3 vols., Freiburg, 1826–33; new series, 1857);
- "Treatise on St. Lioba" (Freiburg, 1860);
- historical articles for the "Freiburger Diözesanarchiv".